# Heidi Range
Heidi India Range (Liverpool, Engeland, 23 mei 1983) is een Brits zangeres. Zij is vooral bekend als een ex-lid van de Sugababes, een van de succesvolste meidenbands ter wereld.
Heidi Range kwam in de herfst van 2001 bij de groep, als vervanging van Siobhan Donaghy, die de groep had verlaten. In haar jonge jaren was Heidi lid van Atomic Kitten, toen deze groep nog niet bekend was. De muziek van Atomic Kitten was echter niet wat ze zocht en ze stapte uit de band. Ze deed auditie voor de Sugababes, hoewel ze niet wist waarvoor ze eigenlijk audities deed. Ze werd uit een vijftal meisjes gekozen.
De Sugababes hebben in 2011 een pauze ingelast. In 2019 bleken de originele leden Keisha Buchanan, Mutya Buena en Siobhan Donaghy de band gereclaimd te hebben.